# 茂倉岳
茂倉岳（しげくらだけ）は群馬・新潟の県境にある三国山脈の山である。周囲の谷川岳・万太郎山・仙ノ倉山などを総じて谷川連峰という。

## 概要
一ノ倉岳と武能岳の中間にあり、新潟県側に茂倉谷、群馬県側に芝倉沢を有する。直下を上越線清水トンネルおよび新清水トンネルが貫通しており、清水トンネルには単線時代、この山から名前をとった茂倉信号場が存在した。
登山ルートは関越自動車道土樽PA直近に続く尾根伝いの茂倉新道の他、南は一ノ倉岳と谷川岳、北は武能岳や蓬峠に続く新潟県と群馬県境の稜線を辿るルートが存在する。付近の宿泊施設は肩ノ小屋か蓬ヒュッテがある。また、一ノ倉岳山頂と、茂倉岳山頂から少し下ったところに避難小屋が建てられている。中央分水嶺直近の為に天候の急変に注意が必要となる。

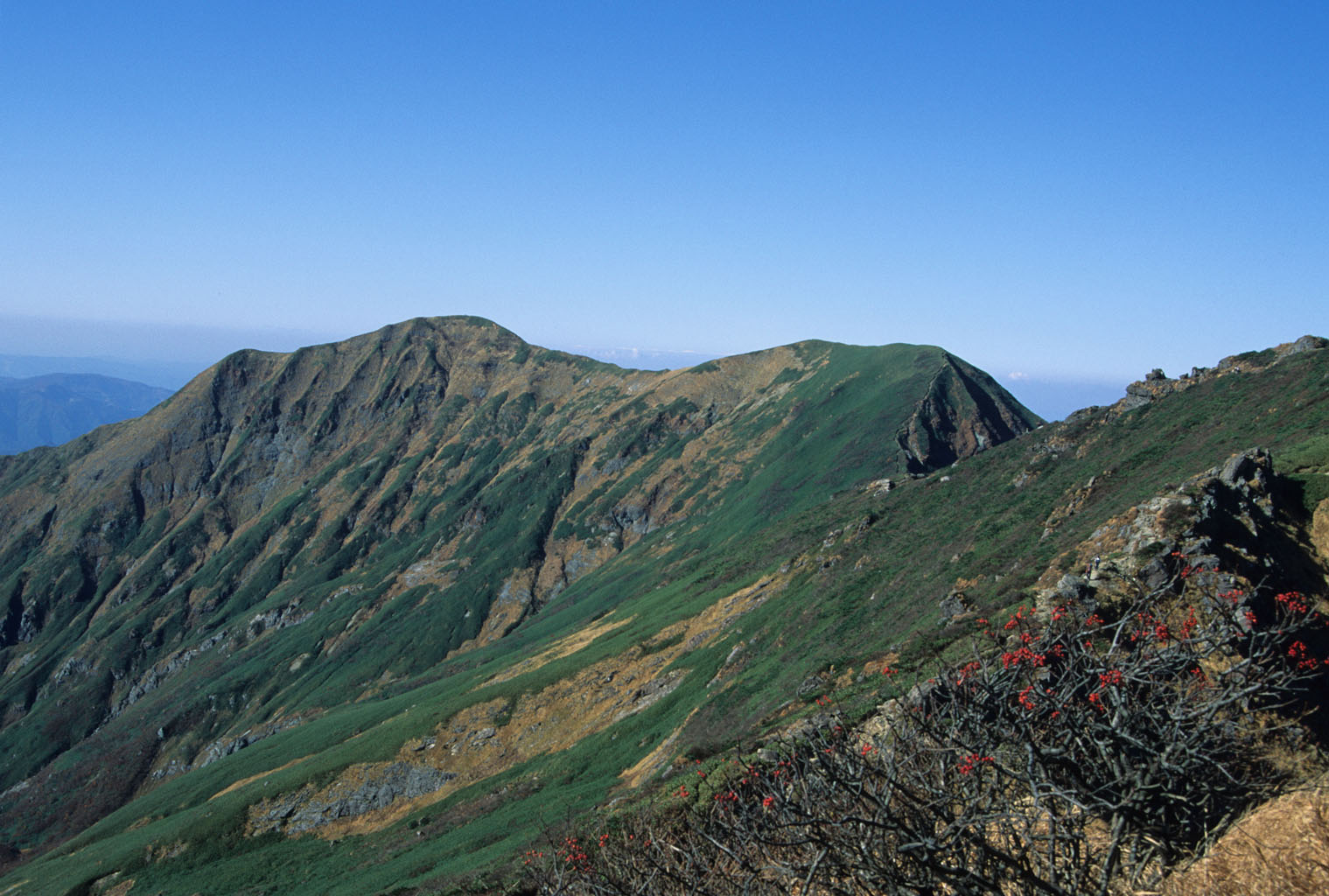
谷川岳のオキの耳、トマの耳付近から見た茂倉岳（左）と一ノ倉岳（中央右）。
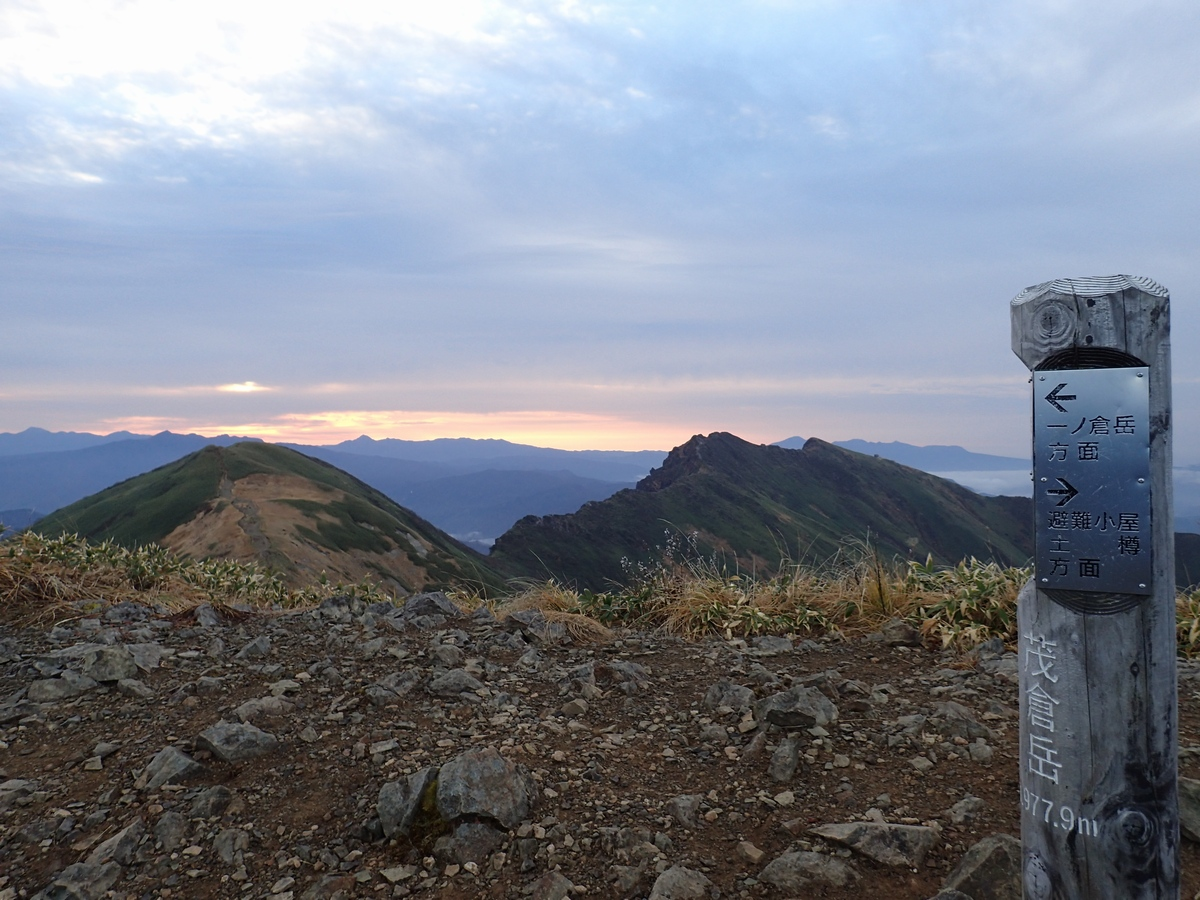
頂上から見た谷川岳方面。左から一ノ倉岳、オキの耳、トマの耳。

## 交通アクセス
- 谷川岳オキの耳から一ノ倉岳経由で60～70分
- 蓬峠道分岐点登山口(土樽駅から徒歩で30分)―山頂まで4時間10分[1]